# Marion Brunet
Marion Brunet, född 1976 i Vaucluse, är en fransk författare och 2025 års mottagare av Astrid Lindgren Memorial Award. Hon skriver främst ungdomslitteratur men har även gett ut verk riktade mot vuxna och yngre barn.
Marion Brunet arbetade som socialpedagog och debuterade 2013 med ungdomsromanen Frangine som följer ett syskonpar vars två mödrar blivit föräldrar genom IVF-behandling. Romanen utforskar teman som homofobi. Sedan dess har Brunet publicerat ett 15-tal verk och hon är översatt till engelska, spanska, katalanska, ryska och svenska.
Grått hav (översatt till svenska 2025) är en spänningsroman eller triller om en grupp ungdomar som under en segeltur överraskas av en fruktansvärd storm. Ett mord bidrar till spänningen och ungdomarnas täta relationer vecklas ut genom återkommande tillbakablickar.
Den dystopiska trilogin Ilos utspelar sig 2052 i en framtid hårt drabbad av klimatförändringarna. Solidariteten i en grupp ungdomar står för det positiva i en värld som annars är hård och orättvis.
En återkommande tematik i Brunets författarskap är social utsatthet och våld, och den ångest inför framtiden som drabbar unga. Hon belyser sociala frågor och skildrar utsatta grupper och unga människor som revolterar mot de livsmönster som råder i samhället. Hennes verk rör sig mellan olika genrer: dystopier, thrillerartade skildringar och berättelser med drag av äventyr och fantasy.

Brunet är bosatt i Marseille. År 2025 tilldelades hon Astrid Lindgren Memorial Award. Juryns motivering lyder
Marion Brunets böcker utspelas i ett häftigt pulserande nu med klimatkris och social utsatthet som återkommande teman. På en glasklar och skimrande prosa skildras ungdomar i revolt mot ett korrupt samhälle. Tillvarons mörker och våld utforskas i Brunets dagsaktuella berättelser vars koppling till saga och myt gör dem tidlösa. Och motkrafter finns i vänskapen, solidariteten och naturens skönhet.